# Национален отбор по футбол на Того
Националният отбор по футбол на Того е отборът, които представлява Того във всички международни турнири на УЕФА И ФИФА по футбол.
Отборът е сред добрите представители на африканския футбол. Има 1 участие на финали на световни първенства – през 2006 г. в Германия, като записва най-доброто си представяне като участник в груповата фаза. На континентално ниво отборът няма особено добри резултати.

## България – Того
- До 1 януари 2013 г. двата отбора не са се срещали в официален мач.